# Яниця Костелич
Яниця Костелич (хорв. Janica Kostelić, 5 січня 1982) — хорватська гірськолижиця, чотириразова олімпійська чемпіонка.
Яниця Костелич одна з найуспішніших гірськолижниць усіх часів. Вона чотириразова олімпійська чемпіонка, а загалом має шість олімпійських медалей, п'ятиразова чемпіонка світу й триразова володарка великого кришталевого глобуса переможниці Кубка світу в загальному заліку — у 2001, 2003 та 2006 роках. Костелич успішно виступала у всіх дисциплінах гірськолижного спорту. Вона третя жінка в історії, що зуміла перемогти на етапах Кубка світу у всіх п'яти видах гірськолижних змагань, і друга в історії жінка, яка зуміла зробити це впродовж одного сезону. 
Костелич народилася в спортивній родині. Її батько тренер і упорядник гірськолижних трас, старший брат Івиця Костелич гірськолижник, призер Олімпіад. 
Костелич завершила кар'єру після сезону 2006 року  через травми.  